# 高麗笛

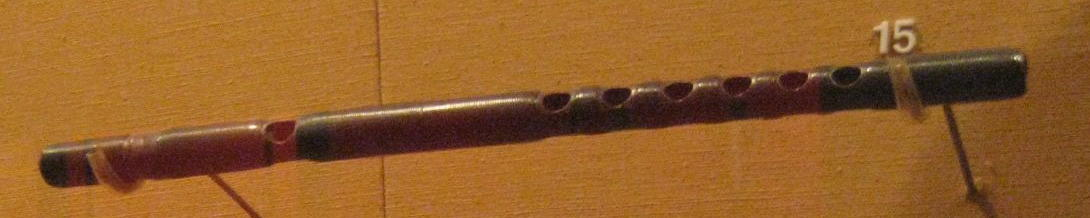
高麗笛 （メトロポリタン美術館蔵）

高麗笛（こまぶえ）とは、雅楽で使う管楽器のひとつ。吹き物。高麗楽と、国風歌舞の内の東遊で使われる。ただし東遊の場合は、本来東遊笛を用いるところに代わりに高麗笛を用いている。
高麗笛は竹の管で作られ、表側に6つの孔（あな）を持つ横笛である。西洋楽器のピッコロに似ている。
音の高さは龍笛より全音（長2度）高い。古典で用いられる音域は、下無（F#5）から平調（E7）である。
高麗笛の指孔は、吹き口に近い順に「六」「中」「夕」「丄」「五」「〒」と名付けられている。運指の形もそれぞれの孔名と同じ名称を用いるが、その場合は孔名の指孔を開け、その直前までの指孔を閉じた形を基本とするが、「丅」など孔名にない運指もある。
| 名称     | 口    | 〒   | 五     | 丄     | 夕     | 中     | 丅     | 六   |
| 読み     | く    | かん | ご     | じょう | しゃく | ちゅう | げ     | ろく |
| 和の音程 | (D#5) | F#5  | G5-G#5 | A5     | B5     | C#6    | D6-D#6 | E6   |
| 責の音程 |       | F#6  | G6-G#6 | A6     | B6     | C#7    | D7-D#7 | E7   |

このうち全ての指孔を閉じた形である「口」は構造上は出すことができるが、実際の曲（少なくとも現行の古典曲）では用いられない。